# Vogel (Julské Alpy)
Vogel je 1923 m vysoký horský masiv nebo náhorní plošina nacházející se ve Slovinsku v jihovýchodní části Julských Alp. Je to také vysokohorské lyžařské středisko v oblasti Triglavského národního parku a oblíbené letní výletní místo. Kabinková lanovka vyveze návštěvníky na Rjavskou skalu ve výšce 1 535 m n. m., odkud je výhled na Bohinjskou kotlinu s Bohinjským jezerem.

## Galerie

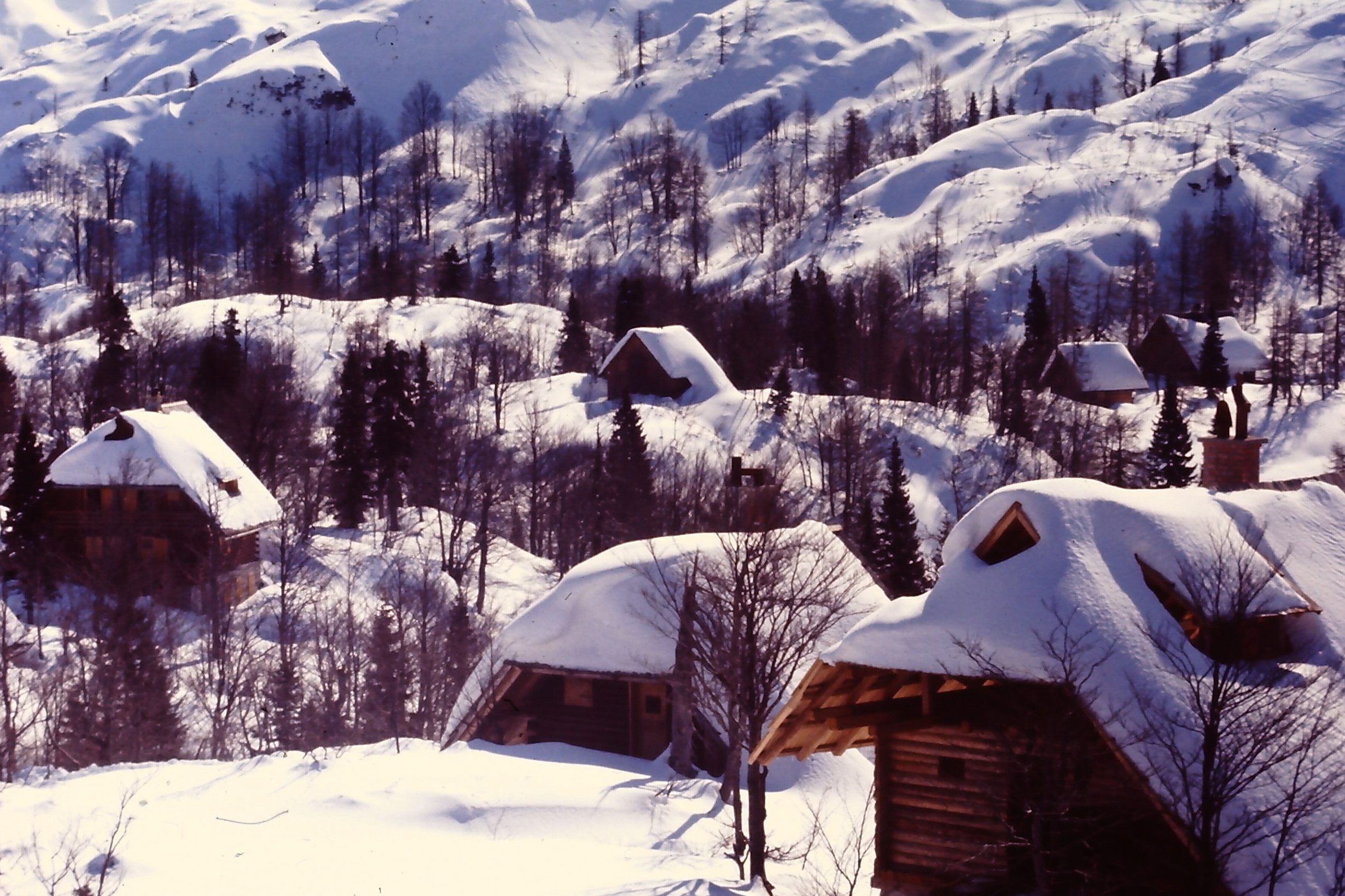
Lyžařské středisko Vogel Bohinj
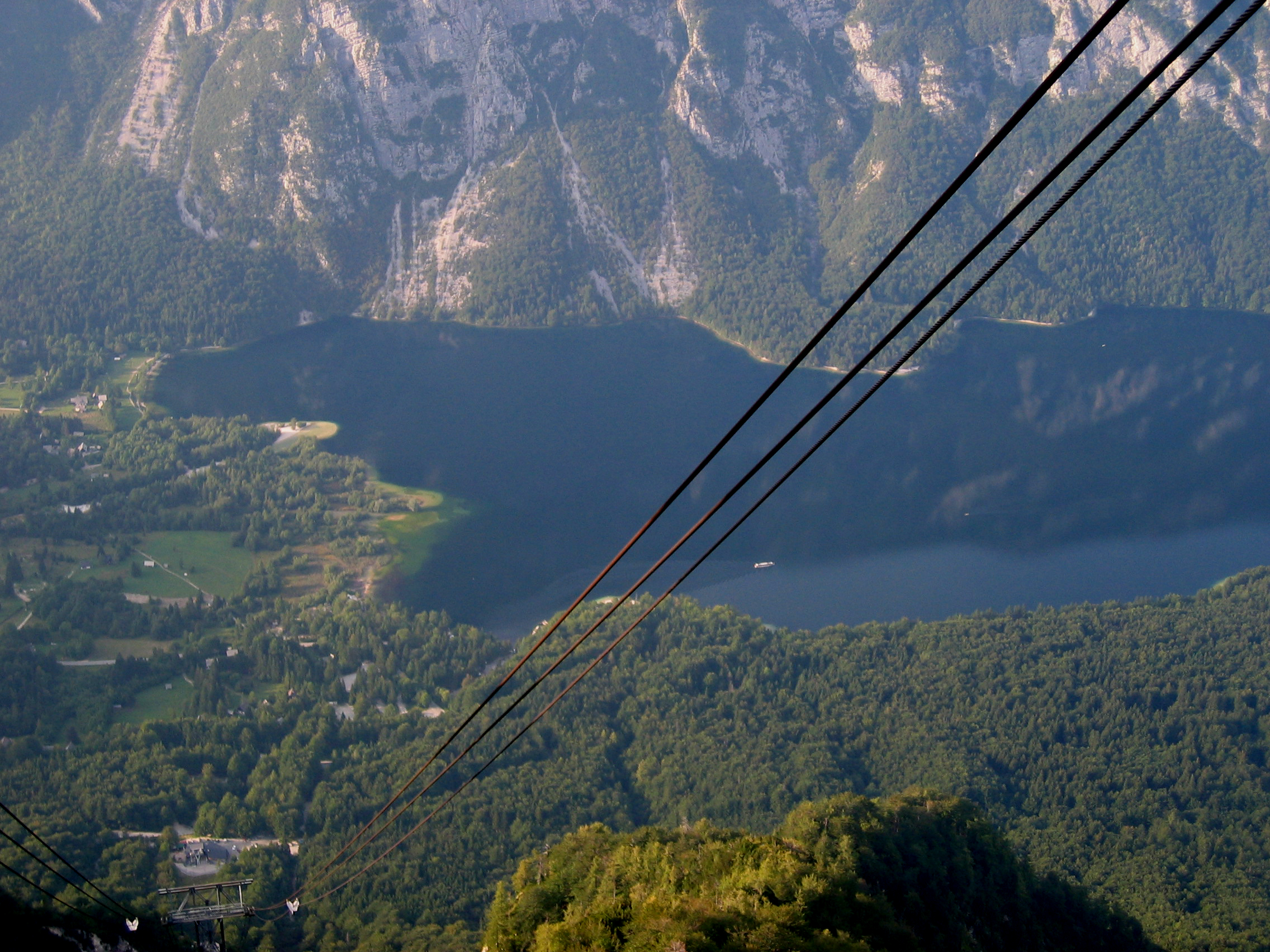
Pohled na Bohinjské jezero
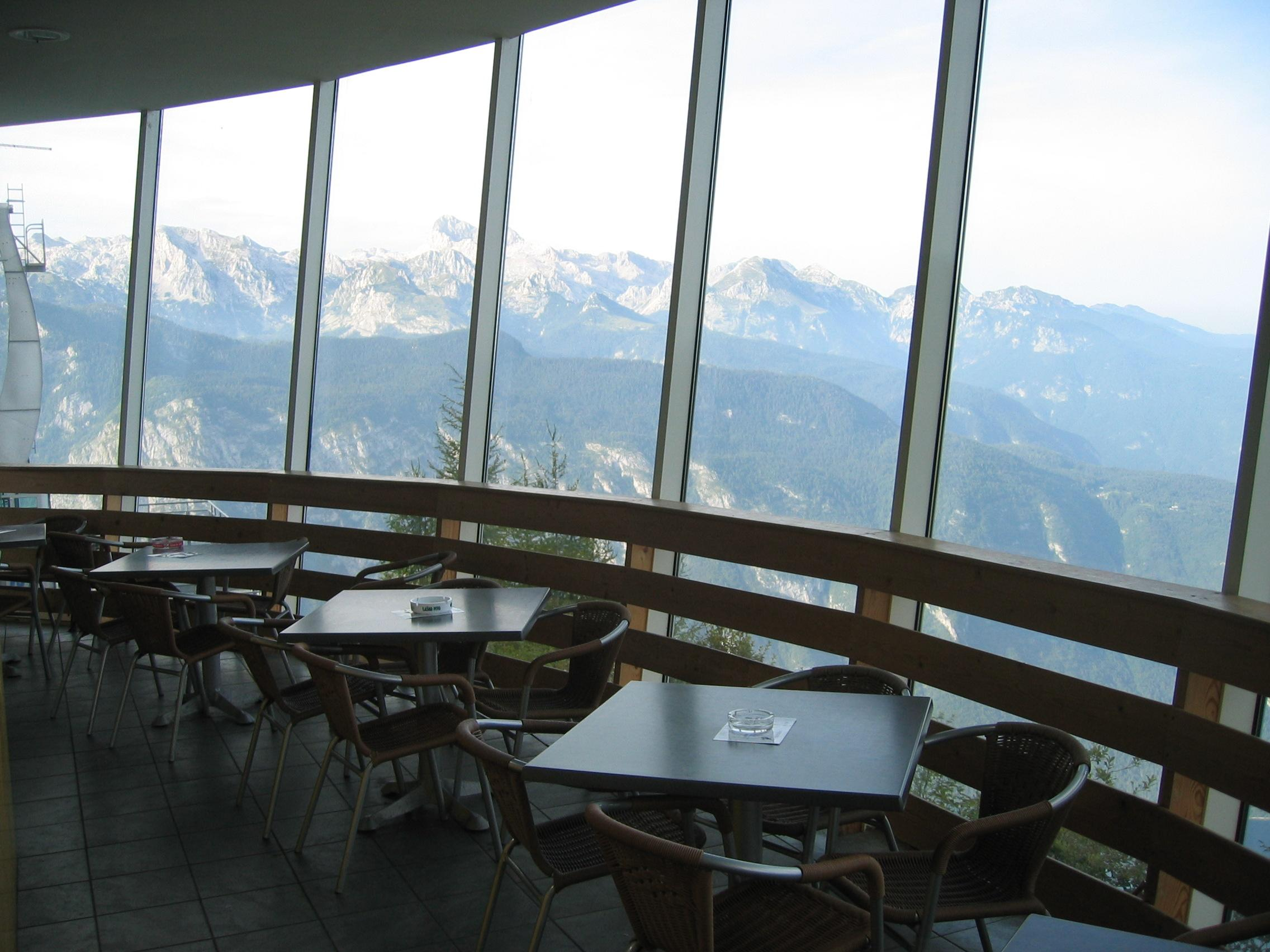
Restaurace s panoramatickým výhledem